# 沈向洋
沈向洋，BBS（1966年10月—），江苏溧水人，中国计算机科学家，香港科技大学校董会主席。沈向洋凭借对计算机视觉和计算机图形学的研究以及开发必应搜索而闻名。他除了担任微软全球资深副总裁以外，还领导必应搜索团队。自2016年以来，他担任微软人工智能和研究集团（Microsoft AI & Research Group）的执行副总裁，领导人工智能的整体战略和研发工作。在他的领导下，团队开发了人工智能小冰。他还兼职于国内多所著名高校和中科院客座教授及博士导师，并兼任多本权威学术杂志编委。

## 生平

### 早期生活和教育
沈向洋出生于江苏省镇江专区溧水县（今江苏省南京市溧水区和凤镇孙家巷南圩村），并在那里长大。据他回忆，他小时候在外婆家长大，就读的第一所学校叫“牛棚小学”。1980年，年仅13岁的沈向洋从江苏省溧水中学毕业后，考上了南京工学院（现东南大学），是当时学校年龄最小的学生。他获得学士学位毕业之后，就读于香港大学电机电子工程系，并获得硕士学位。后来，他前往美国的卡内基·梅隆大学深造，求学于计算机专家拉吉·瑞迪教授，并于1996年获得该校计算机科学学院机器人专业的博士学位。博士论文是世界上最早有关将照片转换成虚拟现实的研究。

### 事业
1996年，沈向洋加入设于美国的微軟研究院。1998年，设在北京的微软中国研究院（Microsoft Research China，后改名为微软亚洲研究院）成立时，他应院长李开复的要求前往加盟，并于2004年担任院长、首席科学家。2006年，他被评为微软公司杰出科学家。2007年，他成为微软必应产品开发部的副总裁。2013年11月14日，他接替克瑞格·蒙迪，担任微软全球执行副总裁，直接向微软首席执行官史蒂夫·鲍尔默汇报工作，负责帮助微软确立技术上的发展方向，并领导微软研究部的工作。鲍尔默表示，沈向洋将在推动前瞻性研究、计算机前沿科学方面发挥作用，并推进重要技术的发展。
2019年11月14日，沈向洋宣布将离开微软，但还会作为薩蒂亞·納德拉的个人顾问。其職務将由凯文·斯科特接任。
2020年3月，沈向洋接受清华大学的聘书，成为清华大学高等研究院的双聘教授。7月13日，微软将其人工智能小冰业务分拆成独立公司进行运营，沈向洋成为该公司的董事长。
2020年11月，沈向洋成立粤港澳大湾区数字经济研究院（International Digital Economy Academy，简称IDEA研究院）并担任创院理事长。
2023年3月，沈向洋獲委任香港科技大學校董會主席。

## 学术贡献
沈向洋在国际会议和期刊上发表论文200多篇。拥有50多项美国专利。主要致力于计算机视觉、图形学、人机交互、统计学习、模式识别和机器人等领域的研究，是计算机视觉和计算机图形学研究的世界级专家。他曾发表多篇重要的、有关ACM SIGGRAPH的交互式计算机视觉的论文。他还积极参与图像的建模和渲染领域。近年来，他还一直活跃在网络搜索和数据挖掘研究的领域。他设计的四分树样条函数算法是世界上最好的运动参数估计算法之一。

## 奖项和荣誉
2006年，获提名为美国电气与电子工程师学会会士。
2007年，当选美国计算机学会会士。
2017年，当选美国国家工程院外籍院士，因“为计算机视觉和计算机图形学做出了贡献，并在工业研究和产品开发方面发挥了领导的作用”。
2018年，当选英国皇家工程科学院国际院士。